# Stare Czeskie
Stare Czeskie – część wsi Stefanowice w Polsce położona w województwie wielkopolskim, w powiecie nowotomyskim, w gminie Zbąszyń.
W latach 1975–1998 miejscowość administracyjnie należała do województwa zielonogórskiego.